# Dolany nad Vltavou
Pour les articles homonymes, voir Dolany.
Dolany (en allemand : Dolan) est une commune du district de Mělník, dans la région de Bohême-Centrale, en Tchéquie. Sa population s'élevait à 924 habitants en 2020.

## Géographie
Dolany se trouve sur la rive gauche de la Vltava, à 4 km au sud-est de Kralupy nad Vltavou, à 18 km au sud-ouest de Mělník et à 18 km au nord-nord-ouest du centre de Prague.
La commune est limitée par Kralupy nad Vltavou à l'ouest et au nord, par la Vltava et Zlončice à l'est, par Libčice nad Vltavou et Tursko au sud, et par Holubice au sud-ouest.

## Histoire
La première mention écrite de la localité date de 1318.